# Lucena Club de Fútbol
El Lucena Club de Fútbol és un club de futbol de la ciutat de Lucena, a Andalusia. Fundat el 1968 amb el nom de Atlético Lucentino Industrial, prenent el relleu de l'antiga Unión Deportiva Lucentina, el 2007 va adoptar el nom actual i en la temporada 2011-12 milita al grup 4 de la Segona Divisió B.

## Uniforme
- Primera equipació: Samarreta blau cel, pantaló blanc i mitges blau cel.
- Segona equipació: Samarreta negra, pantaló blanc o negre i mitges negres.

## Estadi
El Lucena CF juga els seus partits com a local al Estadio Ciudad de Lucena, inaugurat el 16 de gener de 2011 en el partit de lliga contra l'AD Ceuta (1-0), sent Jony Lomas l'autor del primer gol.
L'estadi es troba als afores de la ciutat, encara que comunicada amb una pasarel·la de vianants, a més d'autobusos gratuïts els dies de partit.
El Ciudad de Lucena té una capacitat actual per a 3.500 espectadors, a l'espera que estigui finalitzat totalment, amb una capacitat prevista per a 10.000 espectadors. L'estadi encara no té llum artificial, per la qual cosa els partits han de ser disputats en horari matinal o a primera hora de la tarda.

## Dades del club
- Temporades a Primera Divisió: 0
- Temporades a Segona Divisió A: 0
- Temporades a Segona Divisió B: 5 (comptant la 2011-12)
- Temporades a Tercera Divisió: 17
- Millor posició a la lliga: 6è (Segona Divisió B, temporada 2009-10)
- Pitjor posició en categoria nacional: 19è (Tercera Divisió, temporada 1983-84)

## Palmarès
El Lucena CF no té títols destacables.